# Boningroenling
De boningroenling (Chloris kittlitzi synoniem: Carduelis sinica kittlitzi) is een zangvogel uit de familie van vinkachtigen (Fringillidae).

## Verspreiding en leefgebied
De vogelsoort komt voor op de Bonin-eilanden en Iwo Jima.